# Pletyka (Született feleségek)
A Pletyka (Gossip) a Született feleségek (Desperate Housewives) című amerikai filmsorozat hatvanhatodik epizódja. Az Amerikai Egyesült Államokban először az ABC (American Broadcasting Company) adó sugározta 2007. április 29-én.

## Az epizód cselekménye
Gabrielle eljegyzési partija nem egészen úgy sikerül, ahogy azt Gaby eltervezte, ugyanis Edie – kissé kapatosan – őszinteségi rohamot kap. Mrs. McCluskey viselt dolgai továbbra is rengeteg témát szolgáltatnak a környék pletykálkodóinak, s persze igen nehéz helyzetet teremtenek Scavo-ék háza táján, hiszen a tökéletes bébisittert veszítették el az idős hölgy személyében. Susan még mindig nem tudja megbocsátani Ian-nak és Mike-nak, amit tettek. A két férfi azonban továbbra is versenyként fogja fel a közöttük kialakult helyzetet.

## Mellékszereplők
- Dougray Scott – Ian Hainsworth
- Jake Cherry – Travers McLain
- Jason Gedrick – Rick Coletti
- Kathryn Joosten – Karen McCluskey
- Judyann Elder – Dr. Brody
- Ben Parrillo – Roger
- Assante Jones – Bevásárlóközpont biztonsági őr
- Kylie Sparks – Kim
- Rachel Winfree – Pletykás nő
- Dierdre Holder – Pletykás nő
- Pat Crawford Brown – Ida Greenberg
- Stacey Travis – Jordana Geist
- Trevor Gagnon – Freddy
- Billy Unger – Chad
- Noah Matthews – Kisfiú
- Josh Reaves – Kisfiú
- John Bobek – Tucker
- Colton Shires – Fiú
- Kurt Doss – Fiú
- Julian Sylvester – Kígyókezelő

## Mary Alice epizódzáró monológja
- A narrátor, Mary Alice monológja az epizód végén így hangzik (eredeti szövegből fordítva):

"Pletyka. Mindössze ártalmatlan kikapcsolódás. Gondtalan beszéd finom csúsztatásokkal. Rosszindulatú találgatás finom tényekre alapozva. Hogyan védjük meg magunkat az ilyen alaptalan pletyka maró harapásától? A legjobb módszer, ha elmondjuk az igazat és kivárjuk, amíg valaki másról kezdenek pletykálni."

## Érdekesség
- A Dougray Scott alakította Ian Hainsworth ebben az epizódban látható utoljára a sorozatban.

## Epizódcímek szerte a világban
- Angol: Gossip (Pletyka)
- Francia: Commérages (Pletyka)
- Német: Klatsch (Pletyka)
- Olasz: Gossip (Pletyka)
- Spanyol: Rumores (Pletyka)